# Castell de Butsènit
El castell de Butsènit és un castell del poble de Butsènit d'Urgell, al municipi de Montgai (Noguera), inclòs en l'Inventari del Patrimoni Arquitectònic de Catalunya..
Les seves poques restes es troben a la cinglera que hi ha a la cara meridional de l'església parroquial de Santa Maria de Butsènit.

## Història
L'any 1084, el comte d'Urgell Ermengol IV concedí la senyoria de Butsènit a Ramon Gombau, el qual el mateix any, juntament amb la seva esposa Sicarda, atorgaren als pobladors d'«...ipso castro de Bochcenhic...» tot el territori que havien conquerit a les Penelles, de manera que en endavant aquests dos termes (Butsènit i Penelles) romanguessin sota una mateixa jurisdicció senyorial. Cal identificar aquest personatge amb Ramon Gombau de Ribelles, casat amb Sicarda de Castellbó. Els mateixos esposo infeudaren el 1088 el castell de Butsènit a Artau Mir i la seva muller Adalèsia, potser iniciadors del llinatge anomenat Butsènit, feudataris del castell. L'any 1127 Ramon Guillem i la seva muller Adelaida encomanaren a Ermengarda i al seu fill Arnau Pere els castells de Butsènit i de les Penelles. El 1166 Guillem Artau de Butsènit i el seu germà Bertran arribaren a una convinença i entre altres acords es partiren per la meitat els seus drets sobre els dos castells. Guillem Artau feu testament el 1168 i deixà a la seva filla Jordana el feu i els drets senyorials que posseïa de Butsènit. El 1173, Bertran de Butsènit lliura a la seva filla Sança tots els drets que tenia al castell de Butsènit, al de Penelles i l'alou de la quadra de Finestres.

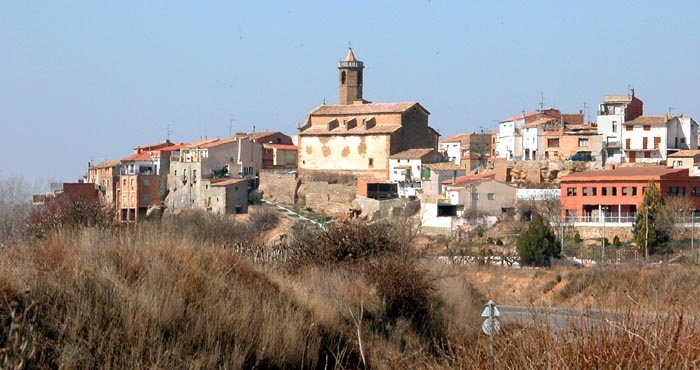
Butsènit d'Urgell

Al segle xiii el castell és en mans dels Anglesola. L'any 1259 el rei Jaume I concedí una carta de protecció a favor de Berenguer Arnau d'Anglesola pels seus castells de Butsènit i Utxafava. Al segle xiv, el lloc i casell de Butsènit pertanyeren a la jurisdicció senyorial del monestir cistercenc de Santa Maria de Poblet com es reflecteix en el fogatjament del 1381 si bé el monestir ja posseïa diversos béns i alous des de la darreria del segle xii. El 1415, el rei Ferran I vengué a l'abat de Poblet la jurisdicció civil i criminal del lloc de Butsènit. El 1831 restava encara sota el domini jurisdiccional de Poblet si bé la jurisdicció criminal havia passat a l'arquebisbe de Tarragona al segle xvii.

## Arquitectura
Es conserva el que devia ser un tram de la muralla meridional, potser una torre rectangular disposada en la cinglera que domina el riu Sió a la qual es va adossar més tard un pany de mur allargat. Sembla que es poden distingir dues etapes constructives, de l'època andalusina l'una i l'altra de la posterior etapa feudal. Les sis primeres filades són fetes amb grans carreus ben escairats. La torre presenta unes dimensions de 5,70 m X 2 m en la part més visible. En la part inferior es veu un escaló que potser feia la funció de sabata. Pel tipus de parament es considera que la datació és molt reculada, probablement anterior al 897. La construcció de la segona etapa és feta amb carreus més petits, ben escairats i cantonades d'aparell disposat a trencajunt. Es conserven sis filades senceres i part de la setena que es construïren en un moment posterior a la conquesta feudal.